# Place des Droits-de-l'Homme
La place des Droits-de-l'Homme est une place située à Reims vers le sud.

## Situation et accès
Rond-point ou aboutissent la rue Féry, l'avenue Saint-Pol, la rue Dieu-Lumière et le boulevard Dieu-Lumière, le boulevard Victor-Lambert, l'avenue du Général-Giraud, la rue Saint-Léonard, l'avenue de Champagne.
Le centre de la place est décoré par des vignes et la verdure est aussi présente par le parc des Arènes du Sud et la butte Saint-Nicaise. Le cimetière du sud borde la place.

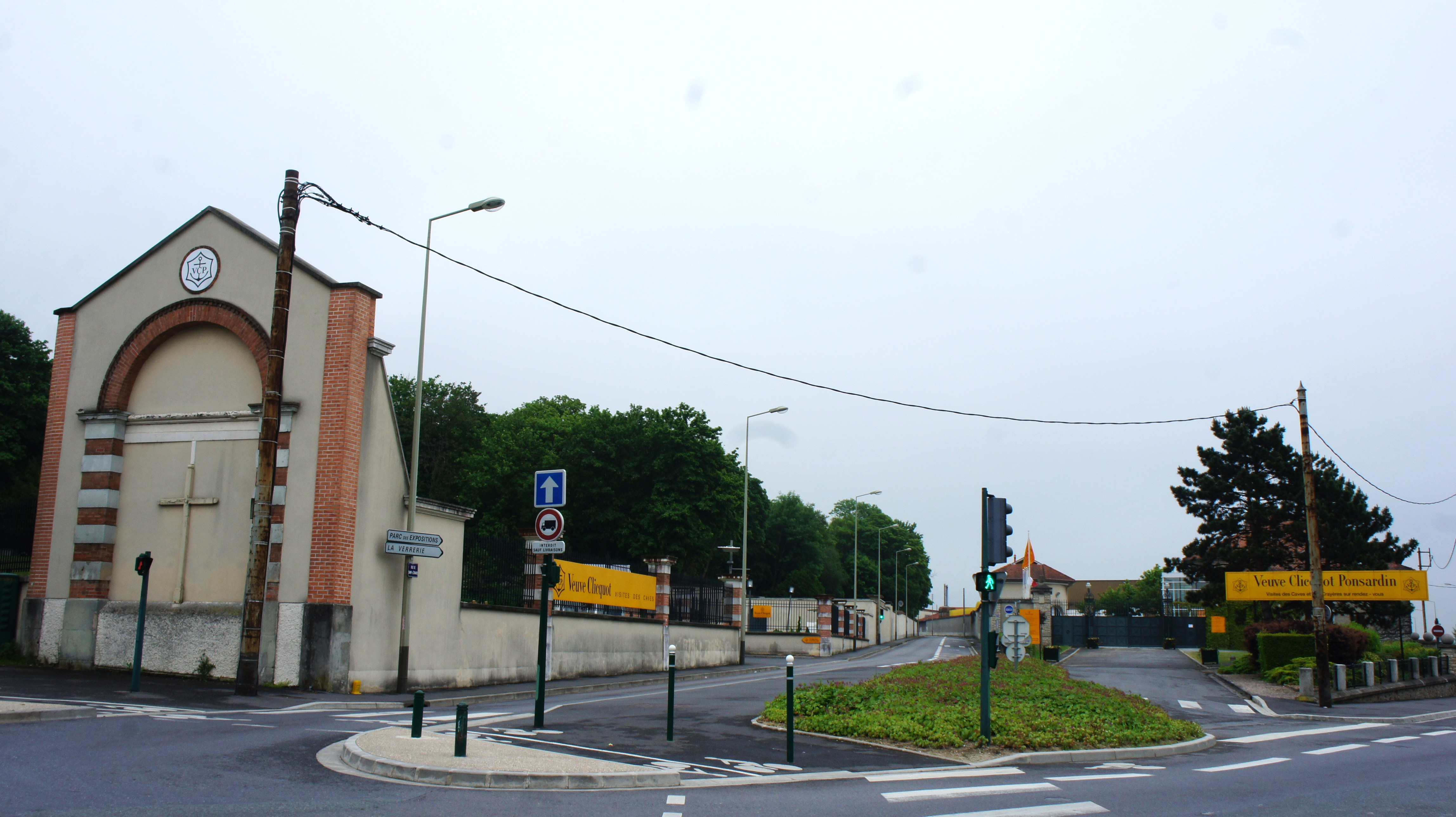
La maison de champagne Veuve Clicquot sur la place.

## Origine du nom
Cette place doit son nom au concept à la fois philosophique, juridique et politique appelé Droits de l'homme.

## Historique
La place actuelle faisait partie de l'entrée de la ville par le sud en venant de Châlons-en-Champagne et donne sur la zone Farman et Pompelle.
Ancienne place Dieu-Lumière depuis 1887, elle prit le nom actuel en 1925.

## Bâtiments remarquables et lieux de mémoire
- Parc de la butte Saint-Nicaise avec la tour de la Poudrière ;
- Maison du Champagne Veuve Clicquot Ponsardin ;
- Parc des Arènes du Sud ;
- Agence d'Urbanisme de la Région de Reims (AUDRR) ;
- Plaque commémorative et Sequoi sempervirens : provenance Californie. "Don du peuple américain au peuple français à l'occasion du bicentenaire de la déclaration des droits de l'homme et du citoyen eu du Bill of Rights of Unated States 1789-1989".